# 魯塞尼亞禮天主教匹茲堡總教區
魯塞尼亞禮天主教匹茲堡總教區（拉丁語：Archieparchia Pittsburgensis Ritus Byzantini）是美國一個東儀天主教教省總教區（魯塞尼亞禮），下轄三個教區。
2010年有教友58,763人、七十九個堂區、六十四名司鐸。現任教區主教為威廉·嘉祿·斯庫爾拉。
1924年5月8日建立美國宗座代牧區，1963年7月6日升為教區，1969年2月21日升為總教區。1977年3月11日易名至今。